# Torneo Apertura 2022 (Perú)
El Torneo Apertura 2022 fue el primero de los dos torneos cortos que conforman la Liga 1 2022. Empezó el 4 de febrero de 2022, y finalizó el 3 de julio de 2022. El ganador del torneo fue el FBC Melgar de Arequipa, que acumuló 41 puntos.

## Formato
Se jugó con un sistema de todos contra todos durante 19 jornadas. El equipo que terminó en el primer lugar fue proclamado como el vencedor. en un formato similar al de la temporada 2019. El 24 de enero de 2022 se volvió a realizar el sorteo del fixture.

## Equipos participantes

### Ascensos y descensos
Un total de 19 equipos disputarán la Liga 1 este año: Serán los primeros 16 lugares de la temporada 2021, Atlético Grau que después de una temporada de ausencia retorna como campeón de la Liga 2, el ganador de la Revalidación, Carlos Stein que vuelve después del mismo tiempo y el campeón de la Copa Perú, ADT, que vuelve a la Primera División del Perú después de 30 años de ausencia.
| Pos. | Descendidos a Liga 2 |
| ---- | -------------------- |
| 17.º | Cusco FC             |
| 18.º | Alianza Universidad  |

| Pos. | Ascendidos de Liga 2 y Copa Perú |
| ---- | -------------------------------- |
| 1.º  | Atlético Grau                    |
| Rev. | Carlos Stein                     |
| 1.º  | ADT                              |

| Pos. | Devuelto por resolución |
| ---- | ----------------------- |
| 15.º | Deportivo Binacional    |
| 16.º | Universidad San Martín  |

### Información de los equipos
| Equipo                    | Ciudad    | Entrenador       | Estadio               | Aforo  | Estadio alternativo                                                     | Proveedor    | Patrocinador principal (en la equipación)                        | Otros patrocinadores (en la equipación)                                                          |
| ------------------------- | --------- | ---------------- | --------------------- | ------ | ----------------------------------------------------------------------- | ------------ | ---------------------------------------------------------------- | ------------------------------------------------------------------------------------------------ |
| Academia Cantolao         | Callao    | Carlos Silvestri | Miguel Grau           | 17 000 | 1 Alternativa Nacional                                                  | Verco        | Betgana Archivado el 13 de diciembre de 2021 en Wayback Machine. | 4 patrocinadores Triathlon Rudem Agua San Carlos Gatorade                                        |
| ADT                       | Tarma     | Juan Bazalar     | Unión Tarma           | 9 000  | 2 Alternativas Jauja Huancayo                                           | Front        | Caja Huancayo                                                    | 6 patrocinadores Tinbet JK Limaylla Punto V El Rey - Pollos y Parrillas Gatorade Agua San Carlos |
| Alianza Atlético          | Sullana   | Mario Viera      | Melanio Coloma        | 4 000  | 3 Alternativas Campeones del 36 Miguel Grau Municipal de Bernal         | Walon        | Caja Sullana                                                     | 1 patrocinador Gatorade                                                                          |
| Alianza Lima              | Lima      | Carlos Bustos    | Alejandro Villanueva  | 33 938 | 1 Alternativa Nacional                                                  | Nike         | Marcadores247.com                                                | 6 patrocinadores Philips TV y Audio Conservas Arica Glory DFSK Apronax AndinaColor DoradoBet     |
| Atlético Grau             | Piura     | Gustavo Álvarez  | Municipal de Bernal   | 7 000  | 3 Alternativas Campeones del 36 Miguel Grau Melanio Coloma              | Walon        | Caja Piura                                                       | 3 patrocinadores Servis Piura Sporade Civa                                                       |
| Ayacucho FC               | Ayacucho  | Alejandro Apud   | Ciudad de Cumaná      | 12 000 | 1 Alternativa Municipal de Huanta                                       | Real         | DoradoBet Coop. Santa María                                      | 2 patrocinadores New Olymphic Sporade                                                            |
| Carlos A. Mannucci        | Trujillo  | Mario Saralegui  | Mansiche              | 23 000 | 2 Alternativas Carlos Olivares Casa Grande                              | New Athletic | UPAO                                                             | 6 patrocinadores Caja trujillo Sporade Manucci Diesel Agua Fiel La Industria Teatroupao.com      |
| Carlos Stein              | Jaén      | Tabaré Silva     | Víctor Montoya Segura | 9 000  | 3 Alternativas César Flores Marigorda Francisco Mendoza Carlos Olivares | New Life     | Negocios Ipasa                                                   | 1 patrocinador C&C Inmobiliaria                                                                  |
| Cienciano                 | Cusco     | Gerardo Ameli    | Garcilaso de la Vega  | 45 000 | 4 Alternativas Urcos Túpac Amaru Thomas E. Payne Espinar                | New Athletic | Caja Huancayo                                                    | 3 patrocinadores DoradoBet Gatorade Clínica Peruano Suiza                                        |
| Deportivo Binacional      | Juliaca   | Wilmar Valencia  | Guillermo Briceño     | 20 000 | 3 Alternativas Monumental UNA Enrique Torres Belón Rodolfo Ramos        | New Athletic |                                                                  | 2 patrocinadores Gatorade DoradoBet                                                              |
| Deportivo Municipal       | Lima      | Hernán Lisi      | Iván Elías Moreno     | 13 000 | 2 Alternativas Nacional Segundo Aranda Torres                           | Walon        | Edificaciones Inmobiliarias                                      | 3 patrocinadores JMT Outdoors Sporade Servis Piura                                               |
| FBC Melgar                | Arequipa  | Néstor Lorenzo   | Monumental de la UNSA | 45 000 | 2 Alternativas Melgar Guillermo Briceño                                 | Walon        | Betcris                                                          | 3 patrocinadores Gillette (marca) Saint-Gobain Mall Aventura                                     |
| Sport Boys                | Callao    | Juan Alayo       | Miguel Grau           | 17 000 | 1 Alternativa Nacional                                                  | Astro        | Roky's                                                           | 6 patrocinadores eFootball 2022 Sporade Innomedic Delta Heart Universe Nutrition Minka           |
| Sport Huancayo            | Huancayo  | Carlos Desio     | Huancayo              | 20 000 | 2 Alternativas Jauja Unión Tarma                                        | New Athletic | Caja Huancayo                                                    | 4 patrocinadores Drytex Transporte Salazar Gatorade Manchete                                     |
| Sporting Cristal          | Lima      | Roberto Mosquera | Alberto Gallardo      | 11 000 | 1 Alternativa Nacional                                                  | Adidas       | Caja Piura Cerveza Cristal                                       | 5 patrocinadores eFootball 2022 MG Motor Gatorade DoradoBet Alkofarma                            |
| Universidad César Vallejo | Trujillo  | José Del Solar   | Mansiche              | 23 000 | 2 Alternativas Carlos Olivares Casa Grande                              | Real         | UCV                                                              | 3 patrocinadores Caja Trujillo Sporade DoradoBet                                                 |
| Universidad San Martín    | Lima      | Víctor Rivera    | Alberto Gallardo      | 11 000 | 4 Alternativas San Marcos Miguel Grau Nacional Alejandro Villanueva     | Shumawa      | USMP                                                             | 2 patrocinadores Gatorade DoradoBet                                                              |
| UTC                       | Cajamarca | Marcelo Grioni   | Héroes de San Ramón   | 18 000 | 3 Alternativas José Sabogal Diéguez Ramón Castilla El Frutillo          | Amida        | Colegio Nivel A - Cajamarca                                      | 2 patrocinadores Radio Panorama Cajamarquino Gatorade                                            |
| Universitario             | Lima      | Jorge Araujo     | Monumental            | 80 000 | 1 Alternativa Nacional                                                  | Marathon     | Marcadores247.com                                                | 5 patrocinadores eFootball 2022 Movilbus Inmunimed Solbet Sporade                                |

### Localización
Perú está dividido en 24 departamentos y una provincia constitucional. De estas, 11 provincias están representados en el campeonato con por lo menos un equipo. El Departamento de Lima cuenta con la mayor cantidad de representantes (5 equipos).
| Provincia de Lima | 5 | Alianza Lima, Deportivo Municipal, Sporting Cristal, Universitario y Universidad San Martin | Alianza Lima Deportivo Municipal Sporting Cristal Universidad San Martín Universitario UTC Carlos A. Mannucci U. César VallejoAtlético GrauCarlos SteinFBC Melgar Ayacucho FCCienciano Cantolao Sport · Boys Sport Huancayo Alianza Atlético ADT Binacional Localización de los equipos de la Primera División 2022 |
| Callao            | 2 | Academia Cantolao y Sport Boys                                                              | Alianza Lima Deportivo Municipal Sporting Cristal Universidad San Martín Universitario UTC Carlos A. Mannucci U. César VallejoAtlético GrauCarlos SteinFBC Melgar Ayacucho FCCienciano Cantolao Sport · Boys Sport Huancayo Alianza Atlético ADT Binacional Localización de los equipos de la Primera División 2022 |
| Junín             | 2 | ADT y Sport Huancayo                                                                        | Alianza Lima Deportivo Municipal Sporting Cristal Universidad San Martín Universitario UTC Carlos A. Mannucci U. César VallejoAtlético GrauCarlos SteinFBC Melgar Ayacucho FCCienciano Cantolao Sport · Boys Sport Huancayo Alianza Atlético ADT Binacional Localización de los equipos de la Primera División 2022 |
| La Libertad       | 2 | Carlos A. Mannucci y Universidad César Vallejo                                              | Alianza Lima Deportivo Municipal Sporting Cristal Universidad San Martín Universitario UTC Carlos A. Mannucci U. César VallejoAtlético GrauCarlos SteinFBC Melgar Ayacucho FCCienciano Cantolao Sport · Boys Sport Huancayo Alianza Atlético ADT Binacional Localización de los equipos de la Primera División 2022 |
| Piura             | 2 | Alianza Atlético y Atlético Grau                                                            | Alianza Lima Deportivo Municipal Sporting Cristal Universidad San Martín Universitario UTC Carlos A. Mannucci U. César VallejoAtlético GrauCarlos SteinFBC Melgar Ayacucho FCCienciano Cantolao Sport · Boys Sport Huancayo Alianza Atlético ADT Binacional Localización de los equipos de la Primera División 2022 |
| Arequipa          | 1 | FBC Melgar                                                                                  | Alianza Lima Deportivo Municipal Sporting Cristal Universidad San Martín Universitario UTC Carlos A. Mannucci U. César VallejoAtlético GrauCarlos SteinFBC Melgar Ayacucho FCCienciano Cantolao Sport · Boys Sport Huancayo Alianza Atlético ADT Binacional Localización de los equipos de la Primera División 2022 |
| Ayacucho          | 1 | Ayacucho FC                                                                                 | Alianza Lima Deportivo Municipal Sporting Cristal Universidad San Martín Universitario UTC Carlos A. Mannucci U. César VallejoAtlético GrauCarlos SteinFBC Melgar Ayacucho FCCienciano Cantolao Sport · Boys Sport Huancayo Alianza Atlético ADT Binacional Localización de los equipos de la Primera División 2022 |
| Cajamarca         | 1 | UTC                                                                                         | Alianza Lima Deportivo Municipal Sporting Cristal Universidad San Martín Universitario UTC Carlos A. Mannucci U. César VallejoAtlético GrauCarlos SteinFBC Melgar Ayacucho FCCienciano Cantolao Sport · Boys Sport Huancayo Alianza Atlético ADT Binacional Localización de los equipos de la Primera División 2022 |
| Cusco             | 1 | Cienciano                                                                                   | Alianza Lima Deportivo Municipal Sporting Cristal Universidad San Martín Universitario UTC Carlos A. Mannucci U. César VallejoAtlético GrauCarlos SteinFBC Melgar Ayacucho FCCienciano Cantolao Sport · Boys Sport Huancayo Alianza Atlético ADT Binacional Localización de los equipos de la Primera División 2022 |
| Lambayeque        | 1 | Carlos Stein                                                                                | Alianza Lima Deportivo Municipal Sporting Cristal Universidad San Martín Universitario UTC Carlos A. Mannucci U. César VallejoAtlético GrauCarlos SteinFBC Melgar Ayacucho FCCienciano Cantolao Sport · Boys Sport Huancayo Alianza Atlético ADT Binacional Localización de los equipos de la Primera División 2022 |
| Puno              | 1 | Deportivo Binacional                                                                        | Alianza Lima Deportivo Municipal Sporting Cristal Universidad San Martín Universitario UTC Carlos A. Mannucci U. César VallejoAtlético GrauCarlos SteinFBC Melgar Ayacucho FCCienciano Cantolao Sport · Boys Sport Huancayo Alianza Atlético ADT Binacional Localización de los equipos de la Primera División 2022 |

### Jugadores extranjeros
Se permiten 5 futbolistas considerados extranjeros: Pudiendo estar presentes la totalidad en campo.
| Equipo                    | Jugador 1           | Jugador 2           | Jugador 3           | Jugador 4         | Jugador 5        |
| ------------------------- | ------------------- | ------------------- | ------------------- | ----------------- | ---------------- |
| Academia Cantolao         | Christian Limousin  | Diego Morales       | Rodrigo Pastorini   | José Ramírez      | Gabriel Tellas   |
| Alianza Atlético          | Santiago Arias      | Roger Torres        | Maxi Amondarain     | Néstor Fernández  | Franco Zanelatto |
| Alianza Lima              | Hernán Barcos       | Pablo Lavandeira    | Édgar Benítez       | Arley Rodríguez   | Darlin Leiton    |
| ADT                       | Ignacio Barrios     | Kevin Serna         | Luis Machado        | Sebastián Ramírez | Luis Barrios     |
| Atlético Grau             | Delio Ojeda         | Dahwling Leudo      | Joel López Pissano  | Rodrigo Salinas   | Daniel Franco    |
| Ayacucho FC               | Othoniel Arce       | Nicolás Royón       | Eric Barrios        | Cristian Techera  | Hugo Magallanes  |
| Carlos A. Mannucci        | Luis Haquín         | Gustavo Viera       | John Narváez        | Diego Chávez      |                  |
| Carlos Stein              | Maximiliano Freitas | Gabriel Leyes       | Jhonny Mena         | Leonardo Ramos    |                  |
| Cienciano                 | Danilo Carando      | Nicolás Rinaldi     | Facundo Curuchet    | Fernando Guerrero | Luciano Recalde  |
| Binacional                | Nicolás Marotta     | Carlos Arriola      | Yonatan Murillo     | Jacson Pita       | Yilton Díaz      |
| Deportivo Municipal       | Roberto Ovelar      | Diego Melián        | Alexis Rodríguez    | Lucas Trejo       | Matías Pérez     |
| FBC Melgar                | Horacio Orzán       | Martín Pérez Guedes | Cristian Bordacahar | Bernardo Cuesta   | Leonel Galeano   |
| Sport Boys                | Edy Rentería        | Luciano Nieto       | Alexis Blanco       | Mauro Guevgeozián | Cristian Florez  |
| Sport Huancayo            | Jimmy Valoyes       | Víctor Perlaza      | Carlos Ross         | Charles Monsalvo  | Diego Manicero   |
| Sporting Cristal          | Omar Merlo          | Leandro Sosa        | Juan Sánchez        |                   |                  |
| Universidad César Vallejo | Abdiel Arroyo       | Santiago Silva      | Arquímedes Figuera  | Jairo Vélez       | Yorley Mena      |
| Universidad San Martín    | Alejandro González  | Martín Parra        | Gonzalo Verón       | Carlos Arroyo     | Joffre Escobar   |
| UTC                       | Gaspar Gentile      | Nicolás Ortíz       | Santiago Pallares   | Facundo Peraza    | Jhon Marchán     |
| Universitario             | Alberto Quintero    | Ángel Cayetano      | Federico Alonso     | Luis Urruti       | Hernán Novick    |

## Clasificación

### Tabla de posiciones
| Pos. | Equipo                    | Pts. | PJ | G  | E | P  | GF | GC | Dif. | Clasificación           |
| ---- | ------------------------- | ---- | -- | -- | - | -- | -- | -- | ---- | ----------------------- |
| 1    | FBC Melgar (G)            | 41   | 18 | 13 | 2 | 3  | 23 | 11 | +12  | Avanza a los Play-offs. |
| 2    | Sport Huancayo            | 40   | 18 | 12 | 4 | 2  | 35 | 18 | +17  |                         |
| 3    | Sporting Cristal          | 38   | 18 | 11 | 5 | 2  | 35 | 20 | +15  |                         |
| 4    | Alianza Lima              | 33   | 18 | 10 | 3 | 5  | 28 | 16 | +12  |                         |
| 5    | Cienciano                 | 32   | 18 | 9  | 5 | 4  | 37 | 22 | +15  |                         |
| 6    | Deportivo Binacional      | 31   | 18 | 10 | 1 | 7  | 24 | 19 | +5   |                         |
| 7    | Universidad César Vallejo | 30   | 18 | 8  | 6 | 4  | 25 | 15 | +10  |                         |
| 8    | Alianza Atlético          | 30   | 18 | 9  | 3 | 6  | 26 | 27 | −1   |                         |
| 9    | Universitario             | 28   | 18 | 8  | 4 | 6  | 24 | 19 | +5   |                         |
| 10   | Deportivo Municipal       | 25   | 18 | 7  | 4 | 7  | 30 | 36 | −6   |                         |
| 11   | UTC                       | 20   | 18 | 6  | 2 | 10 | 29 | 32 | −3   |                         |
| 12   | Carlos A. Mannucci        | 20   | 18 | 5  | 5 | 8  | 19 | 22 | −3   |                         |
| 13   | Atlético Grau             | 18   | 18 | 4  | 6 | 8  | 20 | 23 | −3   |                         |
| 14   | Sport Boys                | 18   | 18 | 5  | 3 | 10 | 17 | 32 | −15  |                         |
| 15   | ADT                       | 16   | 18 | 3  | 7 | 8  | 14 | 24 | −10  |                         |
| 16   | Academia Cantolao         | 15   | 18 | 4  | 3 | 11 | 18 | 32 | −14  |                         |
| 17   | Universidad San Martín    | 15   | 18 | 4  | 3 | 11 | 21 | 37 | −16  |                         |
| 18   | Carlos Stein              | 14   | 18 | 3  | 5 | 10 | 18 | 31 | −13  |                         |
| 19   | Ayacucho FC               | 12   | 18 | 3  | 3 | 12 | 25 | 32 | −7   |                         |

 Fuente: FPF
|  | Clasificado a a los Play-offs del Campeonato |

### Evolución de la clasificación
| Equipo / Fecha            | 1  | 2  | 3  | 4  | 5  | 6  | 7  | 8  | 9  | 10 | 11 | 12 | 13 | 14 | 15 | 16 | 17 | 18 | 19 |
| ------------------------- | -- | -- | -- | -- | -- | -- | -- | -- | -- | -- | -- | -- | -- | -- | -- | -- | -- | -- | -- |
| FBC Melgar                | 4  | 4  | 10 | 14 | 16 | 12 | 10 | 7  | 9  | 7  | 6  | 4  | 2  | 1  | 1  | 1  | 1  | 1  | 1  |
| Sport Huancayo            | 5  | 2  | 1  | 1  | 2  | 3  | 3  | 5  | 4  | 2  | 1  | 2  | 1  | 2  | 3  | 2  | 2  | 2  | 2  |
| Sporting Cristal          | 18 | 14 | 16 | 11 | 8  | 9  | 11 | 8  | 10 | 8  | 7  | 6  | 5  | 3  | 5  | 4  | 3  | 3  | 3  |
| Alianza Lima              | 6  | 10 | 5  | 8  | 13 | 14 | 15 | 15 | 13 | 12 | 10 | 9  | 8  | 6  | 4  | 3  | 4  | 4  | 4  |
| Cienciano                 | 10 | 3  | 6  | 7  | 5  | 6  | 4  | 4  | 3  | 1  | 4  | 5  | 7  | 7  | 6  | 6  | 6  | 5  | 5  |
| Deportivo Binacional      | 13 | 5  | 11 | 5  | 9  | 5  | 5  | 1  | 2  | 4  | 2  | 3  | 6  | 8  | 8  | 8  | 7  | 7  | 6  |
| Universidad César Vallejo | 11 | 12 | 7  | 10 | 12 | 11 | 9  | 9  | 7  | 10 | 11 | 11 | 10 | 11 | 11 | 10 | 9  | 8  | 7  |
| Alianza Atlético          | 12 | 6  | 3  | 3  | 1  | 1  | 2  | 3  | 6  | 5  | 3  | 1  | 3  | 4  | 2  | 5  | 5  | 6  | 8  |
| Universitario             | 1  | 1  | 2  | 2  | 4  | 4  | 6  | 6  | 5  | 6  | 8  | 7  | 4  | 5  | 7  | 7  | 8  | 9  | 9  |
| Deportivo Municipal       | 2  | 9  | 4  | 4  | 3  | 2  | 1  | 2  | 1  | 3  | 5  | 8  | 9  | 9  | 9  | 9  | 10 | 10 | 10 |
| UTC                       | 3  | 8  | 9  | 12 | 7  | 10 | 13 | 13 | 14 | 14 | 15 | 14 | 15 | 14 | 14 | 13 | 11 | 12 | 11 |
| Carlos A. Mannucci        | 17 | 17 | 18 | 18 | 19 | 18 | 14 | 14 | 15 | 16 | 17 | 16 | 17 | 17 | 15 | 14 | 14 | 11 | 12 |
| Atlético Grau             | 7  | 13 | 15 | 9  | 6  | 7  | 7  | 11 | 11 | 9  | 9  | 10 | 11 | 10 | 10 | 11 | 12 | 13 | 13 |
| Sport Boys                | 16 | 16 | 17 | 15 | 14 | 15 | 17 | 17 | 18 | 15 | 14 | 13 | 13 | 12 | 12 | 12 | 13 | 14 | 14 |
| ADT                       | 8  | 11 | 12 | 16 | 11 | 8  | 8  | 12 | 8  | 11 | 12 | 12 | 12 | 13 | 13 | 15 | 15 | 15 | 15 |
| Academia Cantolao         | 19 | 19 | 19 | 19 | 18 | 17 | 18 | 18 | 19 | 19 | 19 | 19 | 19 | 19 | 19 | 19 | 19 | 19 | 16 |
| Universidad San Martín    | 14 | 18 | 14 | 17 | 17 | 19 | 19 | 19 | 16 | 17 | 18 | 18 | 18 | 18 | 18 | 16 | 16 | 16 | 17 |
| Carlos Stein              | 9  | 15 | 8  | 13 | 15 | 16 | 16 | 16 | 17 | 18 | 16 | 17 | 16 | 15 | 16 | 17 | 17 | 17 | 18 |
| Ayacucho FC               | 15 | 7  | 13 | 6  | 10 | 13 | 12 | 10 | 12 | 13 | 13 | 15 | 14 | 16 | 17 | 18 | 18 | 18 | 19 |

     Equipo libre de la fecha.
| 1. 2. |

## Resultados
- La hora de cada encuentro corresponde al huso horario que rige a Perú (UTC-5).

| Fecha 1                 | Fecha 1   | Fecha 1            | Fecha 1                | Fecha 1      | Fecha 1 | Fecha 1  |
| Local                   | Resultado | Visitante          | Estadio                | Fecha        | Hora    | TV       |
| ----------------------- | --------- | ------------------ | ---------------------- | ------------ | ------- | -------- |
| Univ. César Vallejo     | 0 - 0     | Cienciano          | Carlos A. Olivares     | 4 de febrero | 13:15   | Gol Perú |
| UTC                     | 2 - 1     | Sport Boys         | Héroes de San Ramón    | 4 de febrero | 15:30   | Gol Perú |
| Alianza Lima            | 1 - 1     | Atlético Grau      | Alejandro Villanueva   | 4 de febrero | 19:00   | Gol Perú |
| Deportivo Municipal     | 3 - 2     | Ayacucho           | Iván Elías Moreno      | 5 de febrero | 13:15   | Gol Perú |
| Sport Huancayo          | 1 - 0     | Sporting Cristal   | Huancayo               | 5 de febrero | 15:30   | Gol Perú |
| Melgar                  | 1 - 0     | Carlos A. Mannucci | Monumental de la UNSA  | 5 de febrero | 19:00   | Gol Perú |
| Carlos Stein            | 0 - 0     | ADT                | César Flores Marigorda | 6 de febrero | 13:15   | −        |
| Academia Cantolao       | 0 - 3     | Universitario      | Miguel Grau            | 6 de febrero | 15:30   | Gol Perú |
| Univ. San Martín        | 0 - 1     | Binacional         | San Marcos             | 25 de marzo  | 15:30   | Gol Perú |
| Libre: Alianza Atlético |           |                    |                        |              |         |          |

| Fecha 2                   | Fecha 2   | Fecha 2             | Fecha 2                      | Fecha 2       | Fecha 2 | Fecha 2  |
| Local                     | Resultado | Visitante           | Estadio                      | Fecha         | Hora    | TV       |
| ------------------------- | --------- | ------------------- | ---------------------------- | ------------- | ------- | -------- |
| Universitario             | 3 - 0     | Univ. San Martín    | Monumental                   | 11 de febrero | 19:00   | Gol Perú |
| Alianza Atlético          | 1 - 0     | UTC                 | Melanio Coloma               | 12 de febrero | 13:15   | Gol Perú |
| ADT                       | 0 - 0     | Univ. César Vallejo | Huancayo                     | 12 de febrero | 15:00   | −        |
| Ayacucho                  | 2 - 1     | Carlos Stein        | Ciudad de Cumaná             | 12 de febrero | 15:30   | Gol Perú |
| Cienciano                 | 4 - 2     | Deportivo Municipal | Inca Garcilaso de la Vega    | 12 de febrero | 19:00   | Gol Perú |
| Sporting Cristal          | 2 - 2     | Melgar              | Alberto Gallardo             | 13 de febrero | 13:15   | Gol Perú |
| Atlético Grau             | 3 - 4     | Sport Huancayo      | Municipal de Bernal          | 13 de febrero | 13:30   | −        |
| Sport Boys                | 0 - 0     | Alianza Lima        | Miguel Grau                  | 13 de febrero | 15:30   | Gol Perú |
| Binacional                | 5 - 0     | Academia Cantolao   | Guillermo Briceño Rosamedina | 14 de febrero | 19:00   | Gol Perú |
| Libre: Carlos A. Mannucci |           |                     |                              |               |         |          |

| Fecha 3                 | Fecha 3   | Fecha 3            | Fecha 3                   | Fecha 3       | Fecha 3 | Fecha 3  |
| Local                   | Resultado | Visitante          | Estadio                   | Fecha         | Hora    | TV       |
| ----------------------- | --------- | ------------------ | ------------------------- | ------------- | ------- | -------- |
| Carlos Stein            | 2 - 1     | Universitario      | César Flores Marigorda    | 19 de febrero | 11:30   | Willax   |
| Deportivo Municipal     | 1 - 0     | Binacional         | Iván Elías Moreno         | 19 de febrero | 13:15   | Gol Perú |
| UTC                     | 0 - 0     | Atlético Grau      | Héroes de San Ramón       | 19 de febrero | 15:30   | Gol Perú |
| Sport Huancayo          | 3 - 0     | Melgar             | Huancayo                  | 19 de febrero | 19:00   | Gol Perú |
| Academia Cantolao       | 1 - 3     | Alianza Atlético   | Miguel Grau               | 20 de febrero | 11:00   | Gol Perú |
| Univ. César Vallejo     | 2 - 1     | Ayacucho           | Mansiche                  | 20 de febrero | 13:15   | Gol Perú |
| Alianza Lima            | 3 - 1     | Carlos A. Mannucci | Alejandro Villanueva      | 20 de febrero | 15:30   | Gol Perú |
| Cienciano               | 0 - 0     | ADT                | Inca Garcilaso de la Vega | 20 de febrero | 19:00   | Gol Perú |
| Univ. San Martín        | 2 - 0     | Sport Boys         | San Marcos                | 21 de febrero | 15:00   | Gol Perú |
| Libre: Sporting Cristal |           |                    |                           |               |         |          |

| Fecha 4            | Fecha 4   | Fecha 4             | Fecha 4                      | Fecha 4       | Fecha 4 | Fecha 4  |
| Local              | Resultado | Visitante           | Estadio                      | Fecha         | Hora    | TV       |
| ------------------ | --------- | ------------------- | ---------------------------- | ------------- | ------- | -------- |
| Sporting Cristal   | 3 - 2     | UTC                 | Alberto Gallardo             | 25 de febrero | 15:30   | Gol Perú |
| Binacional         | 3 - 2     | Cienciano           | Guillermo Briceño Rosamedina | 25 de febrero | 19:00   | Gol Perú |
| Atlético Grau      | 1 - 0     | Academia Cantolao   | Municipal de Bernal          | 26 de febrero | 13:30   | −        |
| Ayacucho           | 5 - 0     | Univ. San Martín    | Ciudad de Cumaná             | 26 de febrero | 15:30   | Gol Perú |
| Carlos A. Mannucci | 0 - 1     | Sport Huancayo      | Mansiche                     | 26 de febrero | 17:45   | Gol Perú |
| Sport Boys         | 2 - 1     | Carlos Stein        | Miguel Grau                  | 27 de febrero | 11:00   | Gol Perú |
| Alianza Atlético   | 4 - 2     | Alianza Lima        | Melanio Coloma               | 27 de febrero | 13:15   | Gol Perú |
| ADT                | 2 - 3     | Deportivo Municipal | Huancayo                     | 27 de febrero | 15:00   | −        |
| Universitario      | 3 - 0     | Univ. César Vallejo | Monumental                   | 27 de febrero | 15:30   | Gol Perú |
| Libre: Melgar      |           |                     |                              |               |         |          |

| Fecha 5               | Fecha 5   | Fecha 5            | Fecha 5                      | Fecha 5    | Fecha 5 | Fecha 5  |
| Local                 | Resultado | Visitante          | Estadio                      | Fecha      | Hora    | TV       |
| --------------------- | --------- | ------------------ | ---------------------------- | ---------- | ------- | -------- |
| UTC                   | 3 - 1     | Melgar             | Héroes de San Ramón          | 4 de marzo | 15:30   | Gol Perú |
| Cienciano             | 3 - 1     | Ayacucho           | Inca Garcilaso de la Vega    | 4 de marzo | 19:00   | Gol Perú |
| Deportivo Municipal   | 2 - 1     | Universitario      | Iván Elías Moreno            | 5 de marzo | 15:00   | Gol Perú |
| Univ. César Vallejo   | 1 - 1     | Sport Boys         | Mansiche                     | 5 de marzo | 19:00   | Gol Perú |
| Academia Cantolao     | 3 - 2     | Carlos A. Mannucci | Miguel Grau                  | 6 de marzo | 11:00   | Gol Perú |
| Carlos Stein          | 0 - 1     | Alianza Atlético   | César Flores Marigorda       | 6 de marzo | 15:00   | –        |
| Alianza Lima          | 0 - 1     | Sporting Cristal   | Alejandro Villanueva         | 6 de marzo | 15:30   | Gol Perú |
| Univ. San Martín      | 1 - 2     | Atlético Grau      | San Marcos                   | 7 de marzo | 15:00   | Gol Perú |
| Binacional            | 0 - 1     | ADT                | Guillermo Briceño Rosamedina | 7 de marzo | 19:00   | Gol Perú |
| Libre: Sport Huancayo |           |                    |                              |            |         |          |

| Fecha 6                                 | Fecha 6   | Fecha 6             | Fecha 6                   | Fecha 6     | Fecha 6 | Fecha 6  |
| Local                                   | Resultado | Visitante           | Estadio                   | Fecha       | Hora    | TV       |
| --------------------------------------- | --------- | ------------------- | ------------------------- | ----------- | ------- | -------- |
| Alianza Atlético                        | 3 - 1     | Univ. San Martín    | Melanio Coloma            | 12 de marzo | 11:00   | Gol Perú |
| Carlos A. Mannucci                      | 1 - 0     | Carlos Stein        | Mansiche                  | 12 de marzo | 13:15   | Gol Perú |
| Melgar                                  | 1 - 0     | Alianza Lima        | Monumental de la UNSA     | 12 de marzo | 15:30   | Gol Perú |
| Universitario                           | 1 - 1     | Cienciano           | Monumental                | 12 de marzo | 19:30   | Gol Perú |
| Sporting Cristal                        | 2 - 2     | Academia Cantolao   | Alberto Gallardo          | 13 de marzo | 11:00   | Gol Perú |
| Atlético Grau                           | 1 - 1     | Univ. César Vallejo | Francisco Mendoza Pizarro | 13 de marzo | 13:00   | –        |
| Sport Boys                              | 1 - 2     | Deportivo Municipal | Miguel Grau               | 13 de marzo | 13:15   | Gol Perú |
| Ayacucho                                | 2 - 3     | Binacional          | Ciudad de Cumaná          | 13 de marzo | 15:30   | Gol Perú |
| ADT                                     | 1 - 0     | Sport Huancayo      | Huancayo                  | 13 de marzo | 15:30   | –        |
| Libre: Universidad Técnica de Cajamarca |           |                     |                           |             |         |          |

| Fecha 7             | Fecha 7   | Fecha 7            | Fecha 7                      | Fecha 7     | Fecha 7 | Fecha 7  |
| Local               | Resultado | Visitante          | Estadio                      | Fecha       | Hora    | TV       |
| ------------------- | --------- | ------------------ | ---------------------------- | ----------- | ------- | -------- |
| Cienciano           | 4 - 1     | Sport Boys         | Inca Garcilaso de la Vega    | 19 de marzo | 15:30   | Gol Perú |
| Univ. César Vallejo | 3 - 1     | Alianza Atlético   | Mansiche                     | 19 de marzo | 19:00   | Gol Perú |
| Academia Cantolao   | 0 - 1     | Melgar             | Miguel Grau                  | 20 de marzo | 11:00   | Gol Perú |
| Carlos Stein        | 1 - 1     | Sporting Cristal   | César Flores Marigorda       | 20 de marzo | 13:00   | –        |
| Deportivo Municipal | 1 - 1     | Atlético Grau      | Iván Elías Moreno            | 20 de marzo | 13:15   | Gol Perú |
| ADT                 | 0 - 0     | Ayacucho           | Huancayo                     | 20 de marzo | 15:30   | –        |
| Binacional          | 1 - 0     | Universitario      | Guillermo Briceño Rosamedina | 20 de marzo | 18:00   | Gol Perú |
| UTC                 | 3 - 4     | Sport Huancayo     | Héroes de San Ramón          | 21 de marzo | 15:30   | Gol Perú |
| Univ. San Martín    | 1 - 3     | Carlos A. Mannucci | San Marcos                   | 21 de marzo | 19:00   | Gol Perú |
| Libre: Alianza Lima |           |                    |                              |             |         |          |

| Fecha 8                  | Fecha 8   | Fecha 8             | Fecha 8                   | Fecha 8    | Fecha 8 | Fecha 8  |
| Local                    | Resultado | Visitante           | Estadio                   | Fecha      | Hora    | TV       |
| ------------------------ | --------- | ------------------- | ------------------------- | ---------- | ------- | -------- |
| Sporting Cristal         | 4 - 1     | Univ. San Martín    | Alberto Gallardo          | 1 de abril | 13:15   | Gol Perú |
| Ayacucho                 | 3 - 2     | UTC                 | Ciudad de Cumaná          | 1 de abril | 15:30   | Gol Perú |
| Sport Boys               | 1 - 3     | Binacional          | Miguel Grau               | 2 de abril | 11:00   | Gol Perú |
| Alianza Atlético         | 2 - 2     | Deportivo Municipal | Melanio Coloma            | 2 de abril | 13:15   | Gol Perú |
| Melgar                   | 3 - 0     | Carlos Stein        | Monumental de la UNSA     | 2 de abril | 15:30   | Gol Perú |
| Atlético Grau            | 1 - 2     | Cienciano           | Francisco Mendoza Pizarro | 3 de abril | 15:00   | –        |
| Carlos A. Mannucci       | 0 - 0     | Univ. César Vallejo | Mansiche                  | 3 de abril | 18:30   | Gol Perú |
| Universitario            | 2 - 1     | ADT                 | Monumental                | 4 de abril | 20:00   | Gol Perú |
| Sport Huancayo           | 2 - 0     | Alianza Lima        | Huancayo                  | 5 de junio | 15:30   | Gol Perú |
| Libre: Academia Cantolao |           |                     |                           |            |         |          |

| Fecha 9             | Fecha 9   | Fecha 9            | Fecha 9                      | Fecha 9     | Fecha 9 | Fecha 9  |
| Local               | Resultado | Visitante          | Estadio                      | Fecha       | Hora    | TV       |
| ------------------- | --------- | ------------------ | ---------------------------- | ----------- | ------- | -------- |
| Univ. César Vallejo | 2 - 0     | Sporting Cristal   | Mansiche                     | 8 de abril  | 20:00   | Gol Perú |
| Academia Cantolao   | 0 - 2     | Sport Huancayo     | Miguel Grau                  | 9 de abril  | 11:00   | Gol Perú |
| Deportivo Municipal | 1 - 0     | Carlos A. Mannucci | Iván Elías Moreno            | 9 de abril  | 13:15   | Gol Perú |
| Binacional          | 1 - 1     | Atlético Grau      | Guillermo Briceño Rosamedina | 9 de abril  | 15:30   | Gol Perú |
| Cienciano           | 5 - 0     | Alianza Atlético   | Inca Garcilaso de la Vega    | 9 de abril  | 19:00   | Gol Perú |
| Alianza Lima        | 1 - 0     | UTC                | Alejandro Villanueva         | 10 de abril | 13:15   | Gol Perú |
| ADT                 | 3 - 0     | Sport Boys         | Huancayo                     | 10 de abril | 15:00   | –        |
| Ayacucho            | 1 - 2     | Universitario      | Ciudad de Cumaná             | 10 de abril | 15:30   | Gol Perú |
| Univ. San Martín    | 2 - 0     | Melgar             | San Marcos                   | 10 de abril | 18:00   | Gol Perú |
| Libre: Carlos Stein |           |                    |                              |             |         |          |

| Fecha 10                      | Fecha 10  | Fecha 10            | Fecha 10              | Fecha 10    | Fecha 10 | Fecha 10 |
| Local                         | Resultado | Visitante           | Estadio               | Fecha       | Hora     | TV       |
| ----------------------------- | --------- | ------------------- | --------------------- | ----------- | -------- | -------- |
| Alianza Atlético              | 2 - 0     | Binacional          | Melanio Coloma        | 15 de abril | 13:00    | Gol Perú |
| UTC                           | 2 - 2     | Academia Cantolao   | Héroes de San Ramón   | 15 de abril | 15:30    | Gol Perú |
| Carlos A. Mannucci            | 0 - 2     | Cienciano           | Mansiche              | 16 de abril | 13:15    | Gol Perú |
| Atlético Grau                 | 4 - 1     | ADT                 | Municipal de Bernal   | 16 de abril | 15:00    | –        |
| Sporting Cristal              | 6 - 4     | Deportivo Municipal | Alberto Gallardo      | 16 de abril | 15:30    | Gol Perú |
| Sport Huancayo                | 2 - 1     | Carlos Stein        | Huancayo              | 16 de abril | 19:00    | Gol Perú |
| Sport Boys                    | 1 - 0     | Ayacucho            | Miguel Grau           | 17 de abril | 11:00    | Gol Perú |
| Universitario                 | 1 - 4     | Alianza Lima        | Monumental            | 17 de abril | 15:15    | Gol Perú |
| Melgar                        | 1 - 0     | Univ. César Vallejo | Monumental de la UNSA | 17 de abril | 19:00    | Gol Perú |
| Libre: Universidad San Martín |           |                     |                       |             |          |          |

| Fecha 11                         | Fecha 11  | Fecha 11           | Fecha 11                     | Fecha 11    | Fecha 11 | Fecha 11 |
| Local                            | Resultado | Visitante          | Estadio                      | Fecha       | Hora     | TV       |
| -------------------------------- | --------- | ------------------ | ---------------------------- | ----------- | -------- | -------- |
| Deportivo Municipal              | 1 - 3     | Melgar             | Iván Elías Moreno            | 22 de abril | 13:15    | Gol Perú |
| Ayacucho                         | 1 - 2     | Atlético Grau      | Ciudad de Cumaná             | 22 de abril | 15:30    | Gol Perú |
| Cienciano                        | 0 - 1     | Sporting Cristal   | Inca Garcilaso de la Vega    | 22 de abril | 19:00    | Gol Perú |
| Academia Cantolao                | 1 - 2     | Alianza Lima       | Miguel Grau                  | 23 de abril | 15:30    | Gol Perú |
| Binacional                       | 2 - 1     | Carlos A. Mannucci | Guillermo Briceño Rosamedina | 23 de abril | 18:00    | Gol Perú |
| Carlos Stein                     | 2 - 0     | UTC                | Víctor Montoya Segura        | 24 de abril | 11:00    | –        |
| Univ. San Martín                 | 1 - 1     | Sport Huancayo     | Miguel Grau                  | 24 de abril | 12:30    | Gol Perú |
| ADT                              | 1 - 2     | Alianza Atlético   | Huancayo                     | 24 de abril | 15:00    | –        |
| Universitario                    | 1 - 1     | Sport Boys         | Monumental                   | 24 de abril | 15:30    | Gol Perú |
| Libre: Universidad César Vallejo |           |                    |                              |             |          |          |

| Fecha 12                   | Fecha 12  | Fecha 12            | Fecha 12              | Fecha 12    | Fecha 12 | Fecha 12 |
| Local                      | Resultado | Visitante           | Estadio               | Fecha       | Hora     | TV       |
| -------------------------- | --------- | ------------------- | --------------------- | ----------- | -------- | -------- |
| Sporting Cristal           | 1 - 0     | Binacional          | Alberto Gallardo      | 30 de abril | 13:15    | Gol Perú |
| Melgar                     | 1 - 0     | Cienciano           | Monumental de la UNSA | 30 de abril | 15:30    | Gol Perú |
| Alianza Atlético           | 2 - 1     | Ayacucho            | Melanio Coloma        | 1 de mayo   | 11:00    | Gol Perú |
| Atlético Grau              | 0 - 1     | Universitario       | Municipal de Bernal   | 1 de mayo   | 13:00    | Willax   |
| Carlos A. Mannucci         | 1 - 1     | ADT                 | Mansiche              | 1 de mayo   | 13:15    | Gol Perú |
| Alianza Lima               | 5 - 2     | Carlos Stein        | Alejandro Villanueva  | 1 de mayo   | 15:30    | Gol Perú |
| Sport Huancayo             | 1 - 1     | Univ. César Vallejo | Huancayo              | 1 de mayo   | 18:00    | Gol Perú |
| Academia Cantolao          | 0 - 1     | Sport Boys          | Miguel Grau           | 2 de mayo   | 13:15    | Gol Perú |
| UTC                        | 3 - 1     | Univ. San Martín    | Héroes de San Ramón   | 2 de mayo   | 15:30    | Gol Perú |
| Libre: Deportivo Municipal |           |                     |                       |             |          |          |

| Fecha 13            | Fecha 13  | Fecha 13           | Fecha 13                     | Fecha 13  | Fecha 13 | Fecha 13 |
| Local               | Resultado | Visitante          | Estadio                      | Fecha     | Hora     | TV       |
| ------------------- | --------- | ------------------ | ---------------------------- | --------- | -------- | -------- |
| Sport Boys          | 2 - 1     | Atlético Grau      | Miguel Grau                  | 7 de mayo | 13:15    | Gol Perú |
| Universitario       | 3 - 1     | Alianza Atlético   | Monumental                   | 7 de mayo | 15:30    | Gol Perú |
| Univ. César Vallejo | 3 - 1     | UTC                | Mansiche                     | 7 de mayo | 19:30    | Gol Perú |
| Carlos Stein        | 2 - 1     | Academia Cantolao  | Víctor Montoya Segura        | 8 de mayo | 11:00    | –        |
| Deportivo Municipal | 0 - 1     | Sport Huancayo     | Iván Elías Moreno            | 8 de mayo | 13:15    | Gol Perú |
| ADT                 | 1 - 1     | Sporting Cristal   | Huancayo                     | 8 de mayo | 15:00    | –        |
| Ayacucho            | 2 - 2     | Carlos A. Mannucci | Ciudad de Cumaná             | 8 de mayo | 15:30    | Gol Perú |
| Binacional          | 0 - 1     | Melgar             | Guillermo Briceño Rosamedina | 8 de mayo | 18:00    | Gol Perú |
| Univ. San Martín    | 0 - 1     | Alianza Lima       | Alberto Gallardo             | 9 de mayo | 15:30    | Gol Perú |
| Libre: Cienciano    |           |                    |                              |           |          |          |

| Fecha 14           | Fecha 14  | Fecha 14            | Fecha 14              | Fecha 14   | Fecha 14 | Fecha 14 |
| Local              | Resultado | Visitante           | Estadio               | Fecha      | Hora     | TV       |
| ------------------ | --------- | ------------------- | --------------------- | ---------- | -------- | -------- |
| Sporting Cristal   | 3 - 2     | Ayacucho            | Alberto Gallardo      | 13 de mayo | 13:15    | Gol Perú |
| Melgar             | 3 - 0     | ADT                 | Monumental de la UNSA | 13 de mayo | 15:30    | Gol Perú |
| Academia Cantolao  | 2 - 2     | Univ. San Martín    | Miguel Grau           | 14 de mayo | 13:15    | Gol Perú |
| UTC                | 4 - 3     | Deportivo Municipal | Héroes de San Ramón   | 14 de mayo | 15:30    | Gol Perú |
| Alianza Lima       | 2 - 0     | Univ. César Vallejo | Alejandro Villanueva  | 14 de mayo | 19:00    | Gol Perú |
| Alianza Atlético   | 1 - 2     | Sport Boys          | Melanio Coloma        | 15 de mayo | 13:15    | Gol Perú |
| Carlos A. Mannucci | 0 - 0     | Universitario       | Mansiche              | 15 de mayo | 15:30    | Gol Perú |
| Sport Huancayo     | 3 - 3     | Cienciano           | Huancayo              | 15 de mayo | 18:00    | Gol Perú |
| Carlos Stein       | 1 - 1     | Atlético Grau       | Víctor Montoya Segura | 16 de mayo | 11:00    | –        |
| Libre: Binacional  |           |                     |                       |            |          |          |

| Fecha 15            | Fecha 15  | Fecha 15           | Fecha 15                     | Fecha 15   | Fecha 15 | Fecha 15 |
| Local               | Resultado | Visitante          | Estadio                      | Fecha      | Hora     | TV       |
| ------------------- | --------- | ------------------ | ---------------------------- | ---------- | -------- | -------- |
| Univ. César Vallejo | 0 - 1     | Academia Cantolao  | Mansiche                     | 20 de mayo | 19:30    | Gol Perú |
| Univ. San Martín    | 3 - 1     | Carlos Stein       | Alberto Gallardo             | 21 de mayo | 13:15    | Gol Perú |
| Cienciano           | 3 - 2     | UTC                | Inca Garcilaso de la Vega    | 21 de mayo | 15:30    | Gol Perú |
| Universitario       | 1 - 1     | Sporting Cristal   | Monumental                   | 21 de mayo | 19:00    | Gol Perú |
| Deportivo Municipal | 0 - 3     | Alianza Lima       | Iván Elías Moreno            | 22 de mayo | 11:00    | Gol Perú |
| Atlético Grau       | 1 - 2     | Alianza Atlético   | Municipal de Bernal          | 22 de mayo | 13:00    | –        |
| Sport Boys          | 1 - 4     | Carlos A. Mannucci | Miguel Grau                  | 22 de mayo | 13:15    | Gol Perú |
| Ayacucho            | 0 - 1     | Melgar             | Ciudad de Cumaná             | 22 de mayo | 15:30    | Gol Perú |
| Binacional          | 1 - 0     | Sport Huancayo     | Guillermo Briceño Rosamedina | 22 de mayo | 18:00    | Gol Perú |
| Libre: ADT          |           |                    |                              |            |          |          |

| Fecha 16           | Fecha 16  | Fecha 16            | Fecha 16              | Fecha 16   | Fecha 16 | Fecha 16 |
| Local              | Resultado | Visitante           | Estadio               | Fecha      | Hora     | TV       |
| ------------------ | --------- | ------------------- | --------------------- | ---------- | -------- | -------- |
| Univ. San Martín   | 2 - 0     | ADT                 | Alberto Gallardo      | 28 de mayo | 11:00    | Gol Perú |
| Carlos A. Mannucci | 1 - 0     | Atlético Grau       | Mansiche              | 28 de mayo | 18:00    | Gol Perú |
| Academia Cantolao  | 0 - 2     | Deportivo Municipal | Miguel Grau           | 29 de mayo | 11:00    | Gol Perú |
| Carlos Stein       | 1 - 2     | Univ. César Vallejo | Víctor Montoya Segura | 29 de mayo | 13:00    | –        |
| Melgar             | 2 - 0     | Universitario       | Monumental de la UNSA | 29 de mayo | 15:30    | Gol Perú |
| Sport Huancayo     | 4 - 1     | Alianza Atlético    | Huancayo              | 30 de mayo | 15:30    | Gol Perú |
| Alianza Lima       | 1 - 0     | Cienciano           | Alejandro Villanueva  | 30 de mayo | 19:00    | Gol Perú |
| UTC                | 2 - 0     | Binacional          | Héroes de San Ramón   | 31 de mayo | 15:00    | Gol Perú |
| Sporting Cristal   | 3 - 0     | Sport Boys          | Alberto Gallardo      | 5 de junio | 13:00    | Gol Perú |
| Libre: Ayacucho    |           |                     |                       |            |          |          |

| Fecha 17             | Fecha 17  | Fecha 17           | Fecha 17                     | Fecha 17    | Fecha 17 | Fecha 17 |
| Local                | Resultado | Visitante          | Estadio                      | Fecha       | Hora     | TV       |
| -------------------- | --------- | ------------------ | ---------------------------- | ----------- | -------- | -------- |
| Deportivo Municipal  | 1 - 1     | Carlos Stein       | Iván Elías Moreno            | 18 de junio | 13:15    | Gol Perú |
| Cienciano            | 1 - 0     | Academia Cantolao  | Inca Garcilaso de la Vega    | 18 de junio | 15:30    | Gol Perú |
| Univ. César Vallejo  | 2 - 0     | Univ. San Martín   | Mansiche                     | 18 de junio | 19:30    | Gol Perú |
| Sport Boys           | 0 - 1     | Melgar             | Alberto Gallardo             | 19 de junio | 11:00    | Gol Perú |
| Atlético Grau        | 0 - 2     | Sporting Cristal   | Municipal de Bernal          | 19 de junio | 13:00    | Willax   |
| Alianza Atlético     | 0 - 0     | Carlos A. Mannucci | Melanio Coloma               | 19 de junio | 13:10    | Gol Perú |
| ADT                  | 1 - 2     | UTC                | Unión Tarma                  | 19 de junio | 15:00    | –        |
| Binacional           | 1 - 0     | Alianza Lima       | Guillermo Briceño Rosamedina | 19 de junio | 15:20    | Gol Perú |
| Ayacucho             | 1 - 1     | Sport Huancayo     | Ciudad de Cumaná             | 20 de junio | 15:00    | Gol Perú |
| Libre: Universitario |           |                    |                              |             |          |          |

| Fecha 18            | Fecha 18  | Fecha 18            | Fecha 18              | Fecha 18    | Fecha 18 | Fecha 18 |
| Local               | Resultado | Visitante           | Estadio               | Fecha       | Hora     | TV       |
| ------------------- | --------- | ------------------- | --------------------- | ----------- | -------- | -------- |
| UTC                 | 1 - 2     | Carlos A. Mannucci  | Héroes de San Ramón   | 24 de junio | 15:30    | Gol Perú |
| Melgar              | 1 - 0     | Atlético Grau       | Monumental de la UNSA | 24 de junio | 19:00    | Gol Perú |
| Sporting Cristal    | 1 - 0     | Alianza Atlético    | Monumental            | 25 de junio | 15:30    | Gol Perú |
| Academia Cantolao   | 3 - 0     | ADT                 | Miguel Grau           | 26 de junio | 11:00    | Gol Perú |
| Carlos Stein        | 2 - 2     | Cienciano           | Víctor Montoya Segura | 26 de junio | 13:00    | –        |
| Univ. César Vallejo | 4 - 0     | Binacional          | Mansiche              | 26 de junio | 13:15    | Gol Perú |
| Sport Huancayo      | 2 - 0     | Universitario       | Huancayo              | 26 de junio | 15:30    | Gol Perú |
| Alianza Lima        | 2 - 0     | Ayacucho            | Alejandro Villanueva  | 26 de junio | 18:00    | Gol Perú |
| Univ. San Martín    | 1 - 1     | Deportivo Municipal | Monumental            | 27 de junio | 15:30    | Gol Perú |
| Libre: Sport Boys   |           |                     |                       |             |          |          |

| Fecha 19             | Fecha 19  | Fecha 19            | Fecha 19                     | Fecha 19   | Fecha 19 | Fecha 19          |
| Local                | Resultado | Visitante           | Estadio                      | Fecha      | Hora     | TV                |
| -------------------- | --------- | ------------------- | ---------------------------- | ---------- | -------- | ----------------- |
| Ayacucho             | 1 - 2     | Academia Cantolao   | Ciudad de Cumaná             | 1 de julio | 15:30    | Gol Perú          |
| Deportivo Municipal  | 1 - 4     | Univ. César Vallejo | Iván Elías Moreno            | 2 de julio | 13:00    | Gol Perú          |
| Cienciano            | 5 - 3     | Univ. San Martín    | Inca Garcilaso de la Vega    | 2 de julio | 15:15    | Gol Perú          |
| Binacional           | 3 - 0     | Carlos Stein        | Guillermo Briceño Rosamedina | 2 de julio | 18:00    | Gol Perú          |
| Carlos A. Mannucci   | 1 - 3     | Sporting Cristal    | Mansiche                     | 3 de julio | 12:00    | Gol Perú          |
| ADT                  | 1 - 1     | Alianza Lima        | Unión Tarma                  | 3 de julio | 15:00    | Willax            |
| Sport Boys           | 2 - 3     | Sport Huancayo      | Iván Elías Moreno            | 3 de julio | 15:00    | Movistar Deportes |
| Alianza Atlético     | 0 - 0     | Melgar (G)          | Melanio Coloma               | 3 de julio | 15:00    | Gol Perú          |
| Universitario        | 1 - 0     | UTC                 | Monumental                   | 3 de julio | 20:00    | Gol Perú          |
| Libre: Atlético Grau |           |                     |                              |            |          |                   |

## Asistencia
La siguiente tabla muestra la cantidad de espectadores que acumuló cada equipo en sus respectivos partidos de local. Cabe destacar que la primera fecha del torneo y algunos partidos puntuales se jugaron a puertas cerradas por falta de garantías o por decisión del equipo local.
| #              | Equipo                    | PJ  | Total   | Prom.  |
| -------------- | ------------------------- | --- | ------- | ------ |
| 1º             | Universitario de Deportes | 9   | 179.408 | 19.934 |
| 2º             | Alianza Lima              | 7   | 125.420 | 17.917 |
| 3º             | FBC Melgar                | 7   | 76.599  | 10.943 |
| 4º             | Deportivo Binacional      | 10  | 64.876  | 6.488  |
| 5º             | Cienciano                 | 9   | 59.569  | 6.619  |
| 6º             | ADT                       | 9   | 42.040  | 4.671  |
| 7º             | Sporting Cristal          | 8   | 41.136  | 5.142  |
| 8º             | Carlos A. Mannucci        | 8   | 32.708  | 4.089  |
| 9º             | Deportivo Municipal       | 9   | 26.524  | 2.947  |
| 10º            | Sport Huancayo            | 7   | 23.492  | 3.356  |
| 11º            | Sport Boys                | 8   | 19.138  | 2.392  |
| 12º            | Universidad César Vallejo | 9   | 16.541  | 2.068  |
| 13º            | Ayacucho Fútbol Club      | 10  | 14.569  | 1.457  |
| 14º            | Atlético Grau             | 8   | 13.245  | 1.656  |
| 15º            | Carlos Stein              | 8   | 12.622  | 1.578  |
| 16º            | UTC                       | 9   | 9.920   | 1.102  |
| 17º            | Cantolao                  | 7   | 8.386   | 1.198  |
| 18º            | Alianza Atlético          | 9   | 7.017   | 780    |
| 19º            | Universidad San Martín    | 2   | 3.211   | 1.606  |
| Total Apertura | Total Apertura            | 152 | 776.421 | 5.108  |

1. 1 2 3 4 5 6 7 8  Tuvo 1 partido a puertas cerradas, no contabilizado para cálculo de promedio.
2. ↑  Tuvo 3 partidos a puertas cerradas, no contabilizados para cálculo de promedio.
3. ↑  Tuvo 8 partidos a puertas cerradas, no contabilizados para cálculo de promedio.